# Phantom Party
Phantom Party is een Engelstalige filmkomedie van Edwin Brienen uit het jaar 2009, geschreven door auteur Thomas van Aalten. De film gaat over het maken van een independent lowbudgetfilm, en speelt zich af binnen de vier muren van een luxe hotelsuite. De film is experimenteel van aard, en Brienen werkt meestal met real-time shots zonder montage. 

## Verhaal
Jerome Gold (een rol van de Britse acteur Tomas Spencer) is een idealistisch filmregisseur, die de ambitie heeft een high-class arthousefilm te draaien. Helaas voor Jerome heeft zijn productiebureau het uitgerangeerde porno-sterretje Tamara Bonita (een rol van Eva Dorrepaal) geboekt, afkomstig uit de Oostblok-regio. De vrouw spreekt geen woord Engels en miscommunicatie tussen haar en Jerome bedreigt de toch al kwetsbare filmproductie. Het gaat pas echt mis als een groep neo-communistische filmmakers het luxe hotel bezetten, en het ogenschijnlijk op Tamara gemunt hebben. Nadat ze door de communisten gevangengenomen is, wordt ze gedeporteerd naar Bulgarije, alwaar ze eindigt in een Al Qaida-achtig filmpje op YouTube. De terroristen dwingen haar teksten op te dreunen over de invloed van seks op het Marxisme. Jerome’s productie stort als een kaartenhuis in elkaar, en hij probeert nog te redden wat er te redden valt.